# Ludwig von Löfftz

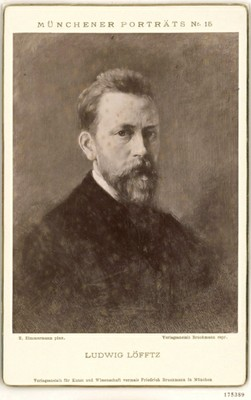
Ludwig von Löfftz.

Ludwig von Löfftz, född den 21 juni 1845 i Darmstadt, död den 3 december 1910 i München, var en tysk målare.

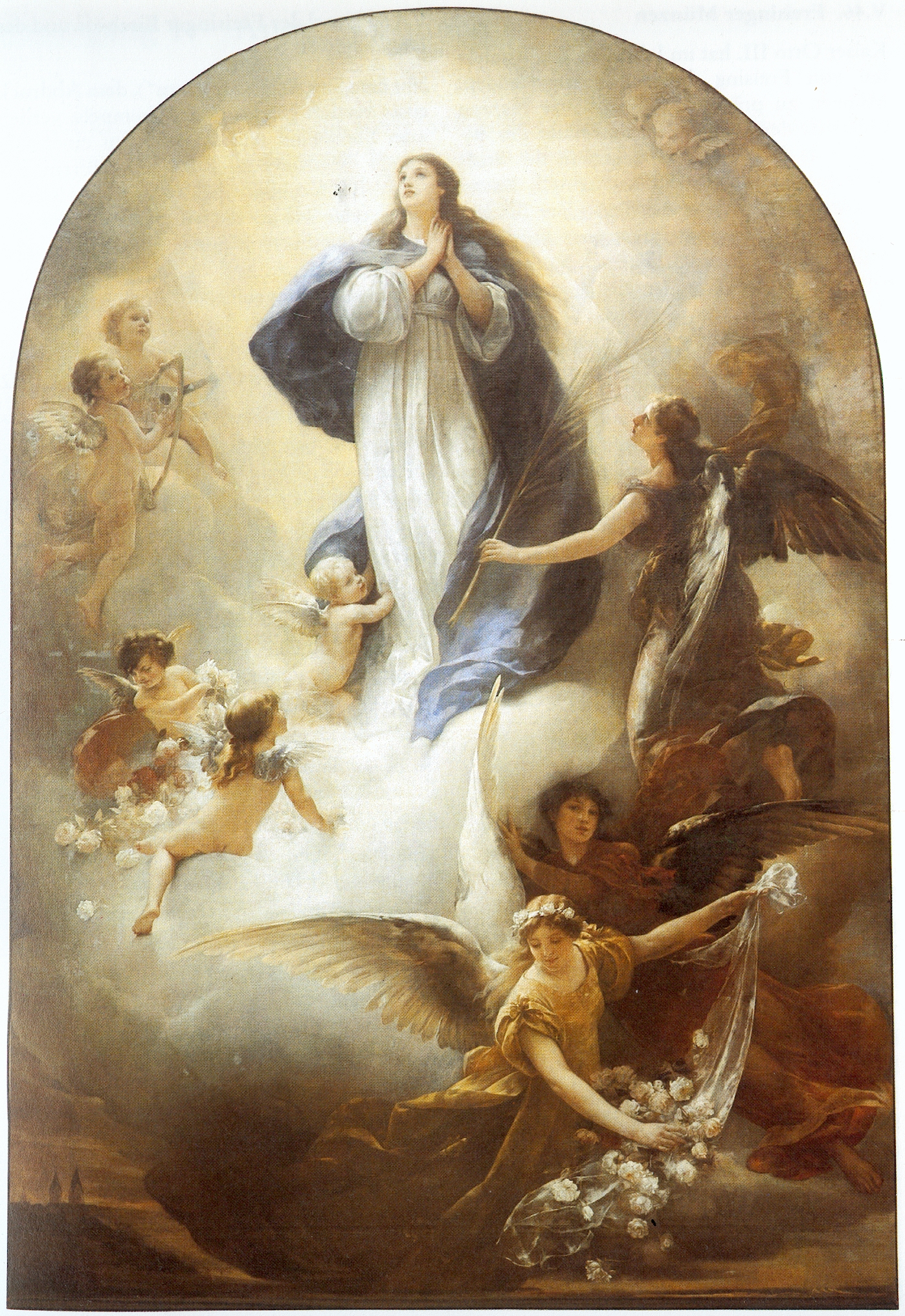
Marie himmelsfärd, målning av Ludwig von Löfftz.

von Löfftz var elev av Kreling och Raupp i Nürnberg och därefter, från 1871, av Diez i München, där han förblev bosatt och där han blev professor 1880 och akademiens direktör 1891. Som lärare hade han stort inflytande. Sitt rykte 
som målare grundlade han genom den av Quinten Matsys starkt påverkade målningen Girighet och kärlek (1879). Bland hans övriga målningar, som utmärks av renhet i teckningen och vacker färgbehandling och där ett intelligent studium av gamla mästare ofta spelar in, märks Orgelspelande kardinal (med Franz Liszt som modell, 1876), den uttrycksfulla Jesu lik med Magdalena knäböjande vid den dödes fötter (1883, i Nya pinakoteket i München), vidare Erasmus vid skrivbordet (i galleriet i Stuttgart), Marie himmelsfärd (1889, i domkyrkan i Freising) och flera freskomålningar samt Orfeus och Eurydike (1898, i Nya pinakoteket i München, som även äger ett Klipplandskap).